# پنت، شروپ‌شر
پنت (به انگلیسی: Pant) یک روستا در بریتانیا است که در Llanymynech and Pant واقع شده‌است.